# Norman Casmir
Norman Casmir (* 16. Oktober 1930 in Frankfurt am Main; † 15. Februar 1998 in Blindenmarkt, Österreich) war ein deutscher Florettfechter, deutscher Meister und Olympiateilnehmer. Er focht beim Fecht-Club Hermannia Frankfurt.

## Erfolge
Casmir ist Sohn des Olympia-Silbermedaillengewinners und vielfachen deutschen Meisters Erwin Casmir und Großneffe von Gustav Casmir, der bei den Olympischen Zwischenspielen 1906 in Athen die ersten internationalen Medaillen für Deutschland bei einem Fechtwettbewerb gewann.
Bei den Olympischen Spielen 1952 war Casmir der jüngste teilnehmende deutsche Fechter und nahm mit dem Florett sowohl im Einzel- als auch im Mannschaftswettbewerb teil. Im Einzel schied er in der zweiten Runde mit nur einem Sieg aus, die Mannschaft verlor ebenfalls in der zweiten Runde als Rundenletzter.
1953 und 1956 gewann Casmir die Deutschen Meisterschaften. 1952 und 1955 belegte er den zweiten Platz. 1952 siegte er zusammen mit seinem Vater bei den deutschen Mannschaftsmeisterschaften im Florett. Auch 1951 sowie 1953–1955 wurde Hermannia Frankfurt Mannschaftsmeister im Florett, die genauen Mannschaftsaufstellungen sind jedoch nicht bekannt.